# Medalha Polar
A Medalha Polar é uma medalha entregue pelo soberano do Reino Unido. Foi criada em 1857 com a designação de Medalha do Ártico, mudando de nome em 1904, para Medalha Polar.